# Paul Davies
Paul Charles William Davies (Londra, 22 aprile 1946) è un fisico, saggista e divulgatore scientifico inglese, famoso anche per i suoi studi di cosmologia e di esobiologia.

## Biografia
Si è laureato in fisica presso l'University College di Londra nel 1967 e ha conseguito il dottorato di ricerca nel 1970 lavorando all'osservatorio astronomico della stessa università diretto da Fred Hoyle. È titolare della cattedra di Natural Philosophy presso l'Australian Centre for Astrobiology della Macquarie University a Sydney.
È stato titolare di cattedre presso l'Università di Cambridge, l'Università di Londra, l'Università di Newcastle-upon-Tyne e l'Università di Adelaide. I suoi interessi di ricerca vanno dalla cosmologia, alla teoria quantistica dei campi, all'esobiologia.
Dal 2005 è direttore del programma SETI "Post-Detection Science and Technology Taskgroup" dell'Accademia Internazionale di Astrofisica.
Un suo articolo pubblicato sul New York Times, intitolato Taking Science on Faith ha ricevuto commenti negativi in quanto, commentando il ruolo della fede nella ricerca scientifica, Davies ha sostenuto che la fede degli scienziati nella immutabilità delle leggi fisiche ha origine nella teologia cristiana, e quindi che l'affermazione che la scienza sia "libera dalla fede" è palesemente fasulla.

## Riconoscimenti
Il talento di Davies come divulgatore scientifico è stato premiato in Australia da un Advance Australia Award e da due Australian Museum Eureka Prizes, mentre nel Regno Unito dalla Medaglia Kelvin del 2001 e dal Premio dell'Istituto di Fisica, e nel 2002 dal Michael Faraday Prize della Royal Society. Davies ha ricevuto il Premio Templeton nel 1995 per lavori riguardanti tematiche religiose e spirituali.

## Opere
È l'autore di numerose pubblicazioni, queste sono quelle disponibili in lingua italiana.
- L'universo che fugge. La storia dell'universo dal big bang alla morte termica, Milano, Mondadori, 1979
- Universi possibili: spazio superspazio universo quantistico [Other Worlds], Milano, Mondadori, 1981  [1980].
- Spazio e tempo nell'universo moderno, Bari, Laterza, 1983. ISBN 88-420-2263-2
- Alla ricerca delle onde gravitazionali, Milano, Rusconi, 1984
- Dio e la nuova fisica, Milano, Mondadori, 1984
- Sull'orlo dell'infinito. Singolarità nude e distribuzione dello spazio-tempo, Milano, Mondadori, 1985
- Superforza: verso una teoria unificata dell'universo [Superforce], Milano, Mondadori, 1986  [1984].
- Il cosmo intelligente: le nuove scoperte sulla natura e l'ordine dell'universo [The Cosmic Blueprint], Milano, Mondadori, 1989  [1988], ISBN 88-04-31019-7.
- Le forze della natura. Il nuovo orizzonte della fisica, Torino, Bollati Boringhieri, 1990. ISBN 88-339-0564-0
- La nuova fisica, Torino, Bollati Boringhieri, 1992. ISBN 88-339-0716-3
- La mente di Dio. Il senso della nostra vita nell'universo, Milano, Mondadori Editore, 1993. ISBN 88-04-36033-X
- Gli ultimi tre minuti, Firenze, Sansoni, 1995. ISBN 88-383-1624-4
- I misteri del tempo: l'universo dopo Einstein [The Accidental Universe], Milano, Mondadori, 1996  [1982], ISBN 88-04-37443-8.
- Un solo universo o infiniti universi?, Roma, Di Renzo, 1998. ISBN 88-86044-81-X
- Da dove viene la vita. Il mistero dell'origine sulla Terra e in altri mondi, Milano, Mondadori, 2000. ISBN 88-04-47621-4
- Come costruire una macchina del tempo [How to Build a Time Machine], Milano, Mondadori, 2003, ISBN 88-04-51263-6.
- Una fortuna cosmica. La vita nell'universo: coincidenza o progetto divino, Milano, Mondadori, 2007. ISBN 978-88-04-57167-4
- Uno strano silenzio. Siamo soli nell'universo?, Torino, Codice Edizioni, 2012. ISBN 978-88-7578-266-5